# Valady, Aveyron

Valady este o comună în departamentul Aveyron din sudul Franței. În 1 ianuarie 2022 avea o populație de 1.617 de locuitori.